# Angelo Ruggiero
Pour les articles homonymes, voir Ruggiero.
Angelo Salvatore Ruggiero Sr. (29 juillet 1940 – 5 décembre 1989) était un caporegime de la Famille Gambino et un ami et fidèle de John Gotti.

## Biographie
Angelo Ruggiero, surnommé Fat Angie ou Quack Quack  est né au début des années 40. Il a grandi dans le même quartier que les frères Gotti, et une grande amitié unissait Ruggiero et les Gotti. Il était surtout lié à John et Gene Gotti. Il était aussi le neveu du sous-chef de la famille Gambino, Aniello Dellacroce. Alors qu'il était adolescent, il quitta l'école et entra dans le gang de rue appelé "Fulton-Rockaway Boys", dont John Gotti et Gene faisaient également partie.
Ruggiero et les Gotti firent les 400 coups dans le gang et se firent remarquer par Aniello Dellacroce, qui les prit sous son aile. 
En 1960, il devint associé de la famille Gambino, en même temps que Gene et John Gotti, dans le crew du capo Carmine Fatico.
Fatico dirigeait un crew de plus d'une centaine d'hommes opérant dans l'Est de New York. Le capo avait la réputation d'être l'un des assassins les plus efficaces de la Cosa Nostra. « Son travail n'était pas bâclé. Il faisait un boulot propre, et les chefs des familles appréciaient sa manière d'agir », déclarera plus tard Sammy Gravano.
En 1961, Fatico ordonna à Gotti et Ruggiero de concentrer leurs efforts sur l'aéroport JFK afin de ramasser plus d'argent pour la famille. Pour les deux gangsters, c'était une grande chance, leur première grande opportunité au sein de la famille. A bord de deux camions et uniquement armés de déclaration de cargaison, John Gotti, Ruggiero et d'autres hommes se présentèrent un jour de 1969 au terminal de fret de l'United Airlines. En une seule journée ils sortirent des entrepôts de l'aéroport près de deux cents vêtements féminins de marque française, ainsi qu'un grand nombre d'articles electroniques japonais et deux cents montres Rolex de différents modèles. Cette opération avait été si facile que deux semaines plus tard, et avec le même camion, ils revinrent à la charge au même terminal de l'United Airlines.
Cette fois, Angelo Ruggiero, John et Gene Gotti furent pris la main dans le sac. Au moment où les agents fédéraux entraient dans le terminal de fret, Ruggiero essayait d'emporter un conteneur portant les initiales UA peintes sur les côtés. Condamnés par un juge fédéral, les trois truands furent envoyés quatre ans au pénitencier de Lewisburg.
En 1972, Emanuele "Manny" Gambino, neveu du parrain Carlo Gambino, avait été séquestré un matin en sortant de chez lui ; son corps fut découvert dans une décharge  l'année suivante, portant des signes évidents de torture. Les ongles de ses mains avaient été arrachés, de même que ses dents, et ses empreintes digitales avaient été effacées avec de l'acide sulfurique.
La famille Gambino établit que l'assassinat avait été l'œuvre des gangsters irlandais, qui tentaient de contrôler l'ouest de Manhattan. Le plus puissant des Irlandais était un gangster nommé James McBratney. Carlo Gambino décider de lancer un contrat sur McBratney, et ordonna à Aniello Dellacroce de s'en occuper ; celui-ci engagea trois des plus violents exécuteurs de la famille Gambino, qui venaient de sortir de prison : Angelo Ruggiero, Ralph Galione et John Gotti. Un soir, les trois hommes apprirent qu'on avait vu McBratney dans un bar de Brooklyn, seul. 
Le plan imaginé par Ruggiero et ses collègues consistait à se faire passer pour des policiers et arrêter McBratney sous l'accusation d'attaque à main armée. Mais l'irlandais, même ivre, n'était pas d'humeur à se laisser arrêter par trois policiers. Galione, ami de Manny Gambino, essaya de lui passer les menottes en lui tenant une main. A ce moment, McBratney mit sa main libre dans sa poche et pris un poignard. Les menottes pendues à une main et le couteau dans l'autre, l'irlandais se dirigea vers Galione qui était à terre, dans l'intention de lui planter dans le cou. Ralph Galione sortit son pistolet et tira trois fois sur lui. James McBratney s'écroula mort.
Après ce meurtre, les agents de la brigade criminelle décidèrent de suivre la piste des tueurs de la famille Gambino jusqu'à Don Carlo lui-même. Un après-midi, quatre policiers décidèrent de rendre visite au Parrain pour l'interroger. Le puissant chef de la famille se sentait humilié par l'ineptie dont avait fait preuve l'un des tueurs. Le lendemain, Ralph Galione fut retrouvé mort, une balle dans la nuque, dans une poubelle dans le Queens. Carlo Gambino avait été humilié et quelqu'un devait payer.
La police poursuivit son enquête jusqu'à ce qu'elle tombe sur quelqu'un qui affirma avoir vu Gotti et Ruggiero lors du meurtre de McBratney. En 1975, lors du procès concernant le meurtre de l'irlandais, le témoin réaffirma qu'il avait bien vu Gotti et Ruggiero. Les deux hommes furent déclarés coupables, mais ne purgèrent que deux ans de prison grâce à Roy Cohn, un des meilleurs avocats de New York, engagé par Don Carlo.  
En 1977, à leurs sorties de prison, Angelo Ruggiero et John Gotti deviennent des « made men » de la famille Gambino. Au même moment, Gene Gotti est lui aussi initié.
Les trois hommes furent affranchis lors de la même cérémonie. 
Le frère d'Angelo, Salvatore était lui un important trafiquant d'héroïne et de cocaïne. Le 6 mai 1982, Salvatore Ruggiero prit l'avion avec sa femme. Le couple partait en direction du sud de la Floride afin de visiter une propriété dans laquelle ils voulaient investir. Salvatore était à cette époque recherché activement par le FBI depuis 6 ans, et il se cachait en Floride, dans l'Ohio et la Pennsylvanie. L'avion s'écrasa dans l'océan Atlantique, tuant tout le monde à bord.  
À la mort de son frère, Angelo hérita de tous les contacts dont disposait Salvatore, et succéda aux affaires de son frère en faisant importer, via le Canada, d'énormes quantités d'héroïne et de cocaïne, puis distribuait la drogue dans les rues de New York. 
À la même époque, Gotti était devenu capo et le gouvernement commençait à enquêter sérieusement sur les cinq familles de la mafia new-yorkaise. L'agent du FBI Bruce Mouw fut nommé chef de l'équipe désignée pour surveiller la famille Gambino. L'agent commença à identifier la hiérarchie de la famille. De plus, avec l'aide des informations fournies par « Source Wahoo » (le code secret du FBI désignant William “Willie Boy” Johnson, un associé de la famille Gambino qui était aussi informateur pour le FBI), Bruce Mouw apprit qu'il était possible d'équiper d'un système d'écoute le téléphone chez Angelo Ruggiero. Le 9 novembre 1981, le système fut mis en place. Ruggiero était peu discret et avait une grande gueule, ce qui attirait l'attention du gouvernement. En plus de cela, le FBI savait que son frère Salvatore était devenu multimillionnaire en vendant de la drogue. Ruggiero fut enregistré par le FBI lors d'une discussion au téléphone avec Gene Gotti, où les deux hommes parlaient de « banania » (héroïne dans le langage de la rue).
En plus de cela, le boss de la famille à l'époque, Paul Castellano, avait interdit aux membres de sa famille de toucher à la drogue. Castellano, en apprenant cela, voulut tuer Ruggiero et tout le crew de Gotti. Mais John Gotti répliqua plus vite que lui. 
Angelo "fat Angie" Ruggiero et Gotti complotèrent pour tuer Paul Castellano. Le 16 décembre 1985, après l'accord de la plupart des membres de la commission de la Cosa Nostra, Castellano et Tommy Bilotti, son sous-chef, ont été tués en plein jour, alors qu'ils entraient au « Sparks Steaks House », un restaurant de Manhattan.
Après la mort de Castellano, John Gotti est devenu le nouveau patron de la famille Gambino. Il nomma Ruggiero au poste de capo.
En 1989, à la suite de la surveillance du FBI, Ruggiero et Gene Gotti furent condamnés à 50 ans de prison pour trafic de drogue. Ruggiero meurt peu après en prison d'un cancer.

## Dans la fiction
En 2017, Pruitt Taylor Vince l'incarne dans Gotti de Kevin Connolly.